# Sainte-Chapelle de Vincennes
Pour les articles homonymes, voir Sainte-Chapelle (homonymie).
La Sainte-Chapelle de Vincennes est une chapelle fondée en 1379 dans l'enceinte du château de Vincennes, à la demande du roi de France Charles V, afin d'y abriter les reliques de la Passion du Christ. Elle mesure 20 mètres de haut, fait 40 mètres de longueur et 12 mètres en largeur.

## Historique

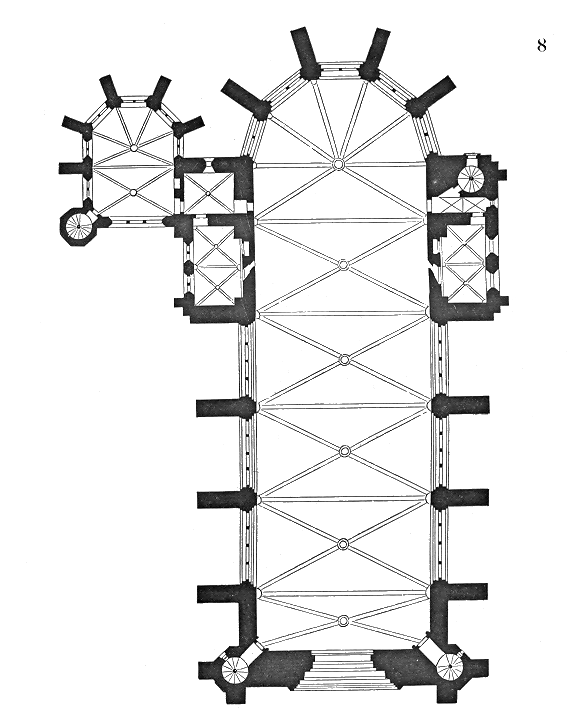
Plan de la Sainte-Chapelle par Eugène Viollet-le-Duc.

Les travaux sont confiés à l'architecte Raymond du Temple. Le plan de base reprend celui de la Sainte-Chapelle du palais de la Cité à Paris. Cependant, la Sainte-Chapelle de Vincennes ne comprendra qu'un seul niveau de 20 mètres de hauteur au lieu de deux comme pour celle de Paris. La Sainte-Chapelle de Vincennes est un chef-d'œuvre de style gothique flamboyant.
À la mort de Charles V en 1380, les travaux continuèrent avec son successeur le roi Charles VI. Sous son règne sont achevés le chœur, les deux oratoires, la sacristie et le trésor contenant les reliques de la Passion. L'élévation de la nef, d'un seul niveau et aux vertigineuses proportions, se poursuit. Les travaux perdureront sous les règnes successifs des rois de France, avec un certain nombre d'intermèdes.
La façade elle-même n'est terminée que sous le règne de Louis XI vers 1480. De plus, il confirma, par ses lettres patentes, les privilèges de la Sainte-Chapelle octroyés par ses prédécesseurs, en février 1474. 
Sous François Ier, l'aumônier ordinaire du roi, Guillaume Dubois, fut trésorier de la Sainte-Chapelle du château de Vincennes, puis chantre de la Sainte-Chapelle de Paris.
Ce n'est que sous Henri II que les décors intérieurs sont réalisés. En 1551, il fait transférer le siège de l'ordre de Saint-Michel du Mont-Saint-Michel à Vincennes pour des raisons d'accessibilité. L'édifice est inauguré en 1552. Les vitraux définitifs remplacent en 1559 des verrières blanches installées provisoirement en 1556.
En 1793, lors des évènements de la Révolution française, les décors intérieurs sont détruits et les vitraux sont déposés. La Sainte-Chapelle de Vincennes conserva longtemps, dans son trésor, le baptistère de Saint Louis. Depuis Louis XIII au moins, il servait de cuve baptismale lors des baptêmes des enfants de France. Le baptistère royal fut transféré au musée du Louvre après la Révolution en 1793. 
Dans ses murs reposent des personnages historiques : 
- Bernardin Gigault, marquis de Bellefonds, seigneur de l'Île-Marie et de Gruchy, né en 1630, mort le 4 décembre 1694 à Vincennes, fut un militaire français, maréchal de France en 1668 ;
- Louis Antoine de Bourbon-Condé, duc d’Enghien (Chantilly, 1772 – Vincennes, 21 mars 1804), prince du sang français, exécuté dans les fossés du château de Vincennes.

Lors de la tempête du 26 décembre 1999, le vent a traversé à 200 km/h la Sainte-Chapelle, détruisant les vitraux des baies de la nef qui avaient été refaits après leur destruction lors de la Seconde Guerre mondiale. Le vent a en outre provoqué un effet de tambour mettant les voûtes en vibration, faisant tomber de nombreux joints et provoquant d'importantes déformations.

Des travaux de rénovation et de consolidation ont été effectués, pour un coût de 4,284 millions d'euros. Ces travaux ont consisté principalement au remplacement de certaines pierres, reprise des joints et des reins de voûtes, restauration des peintures des plafonds et des cinquante-six têtes sculptées à la base des culots.
 Le bâtiment est à nouveau ouvert au public depuis septembre 2009.

Toutefois, la chute d'une gargouille en janvier 2009, a fait entreprendre une campagne de restauration de la façade qui devrait s'achever en 2017. La restauration des vitraux du chœur et des réseaux de plomb a débuté en février 2016.

## Les verrières

### Aspect général

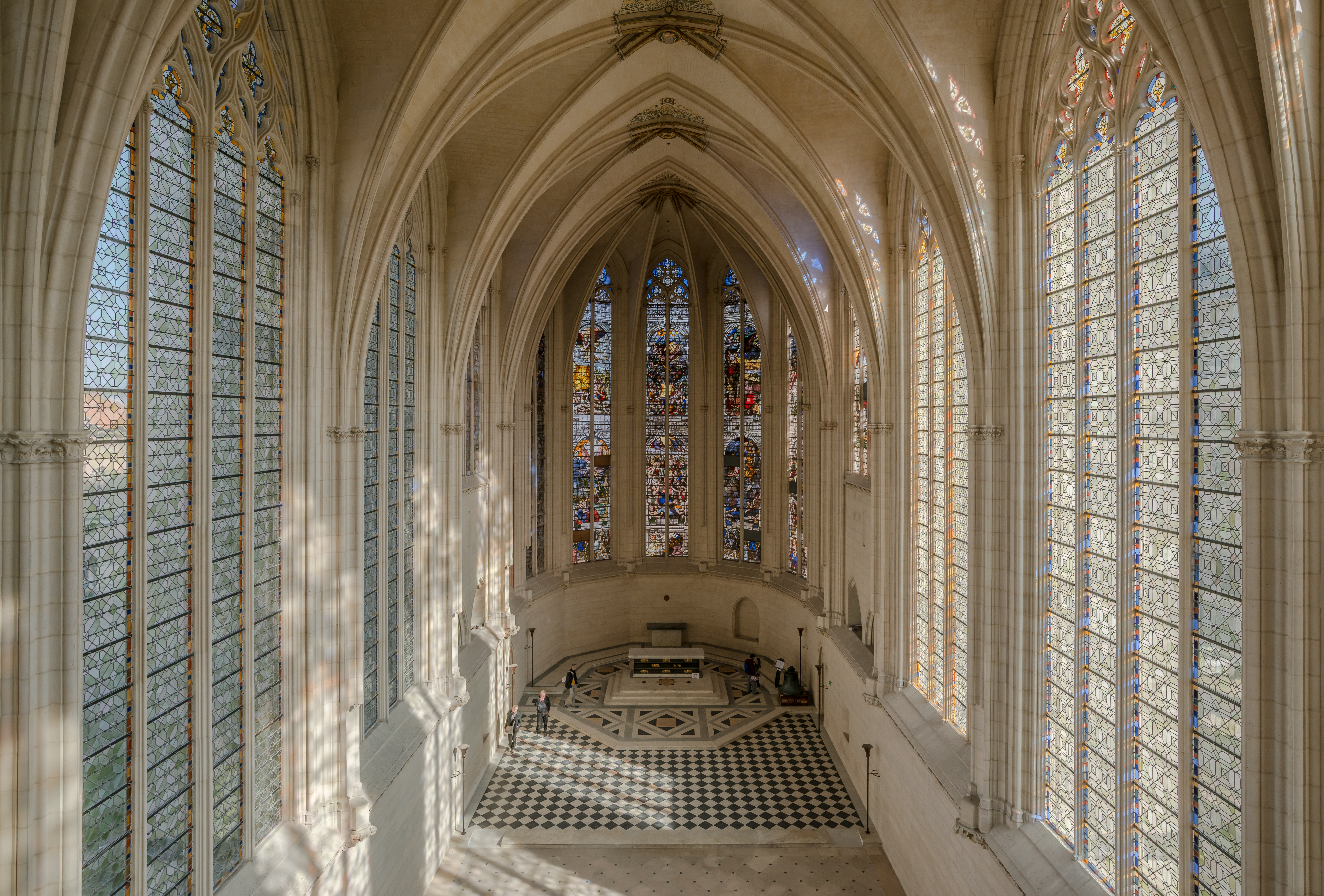
Intérieur.

La décoration intérieure a été dans l'ensemble très soignée, mais l'élément le plus remarquable était l'ensemble de verrières offert par Henri II. Il a été commandé par Philibert Delorme, maître d'œuvre, par le marché du 15 avril 1551, au célèbre vitrailleur parisien Nicolas Beaurain, d'après des cartons d'un artiste non identifié remis par Philibert Delorme, parfois désigné comme le maître des verrières de Vincennes. Peut-être s'agit-il de Claude Badouin ou de Jean Cousin l'Ancien. Chef-d'œuvre du vitrail parisien du XVIe siècle, elles se caractérisent par l'usage important de la grisaille, la structuration des compositions par des éléments architecturaux et une attention toute particulière à la luminosité. Les couleurs qui y dominent sont avant tout des teintes claires : jaune, orangé et gris. Beaurain y fait preuve d'une maîtrise de son art liée au prestige de ce chantier : les plaques de verre coloré sont de grande taille, atteignant parfois quarante à cinquante centimètres, la peinture est extrêmement soignée, notamment sur les visages traités comme des tableaux et la grisaille est appliquée sur les deux faces du verre de manière à créer des effets d'opalescence. Alexandre Lenoir, qui les a sauvées, et Émile Mâle les considéraient avec la plus grande admiration, ce dernier les désignant comme "l'œuvre la plus somptueuse qui ait jamais été consacrée à l'Apocalypse".

### Composition
La composition des verrières a été structurée en quatre registres superposés, séparés par des éléments d'architecture renaissante contrastant avec les huisseries gothiques dans lesquelles s'inséraient les fenêtres. Tous les éléments d'architecture sont réalisés en grisaille. En bas, on trouvait la figuration d'un soubassement sculpté de trophées devant lequel se trouvaient des personnages prière tournés vers le chœur. Il s'agit de chevaliers de Saint-Michel en habits de l'ordre. Dans la verrière centrale du chœur, à la place d'honneur, on voit le roi en prière flanqué de deux trophées aux armes de France, tourné vers une Vierge à l'Enfant trônant - dont l'original est aujourd'hui au Louvre et que toutes ces figures semblent regarder.
Au-dessus, se trouvaient deux registres historiés délimités par la figuration d'arcs de style Renaissance. Entre les deux, court une frise alternant des triglyphes et des métopes décorées de monogrammes, de triples-croissants et d'arcs et de flèches. Une seconde frise reprenant les mêmes emblèmes dans des rinceaux sommait ces deux registres. 
Un quatrième registre se situait en haut des verrières, dans la partie ogivale. Il se composait de pignons à volutes et des emblèmes déjà mentionnés.

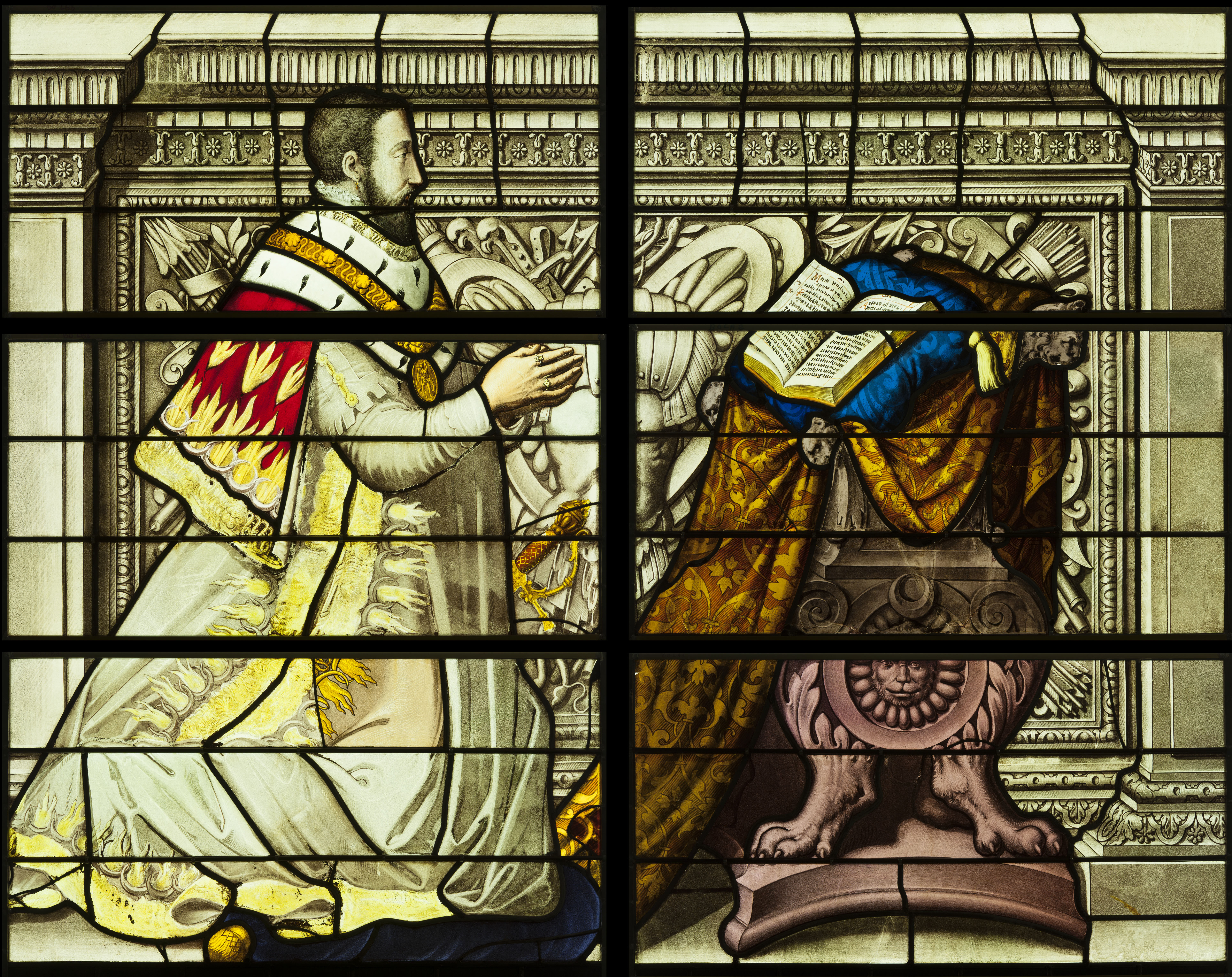
Henri II agenouillé en prière.
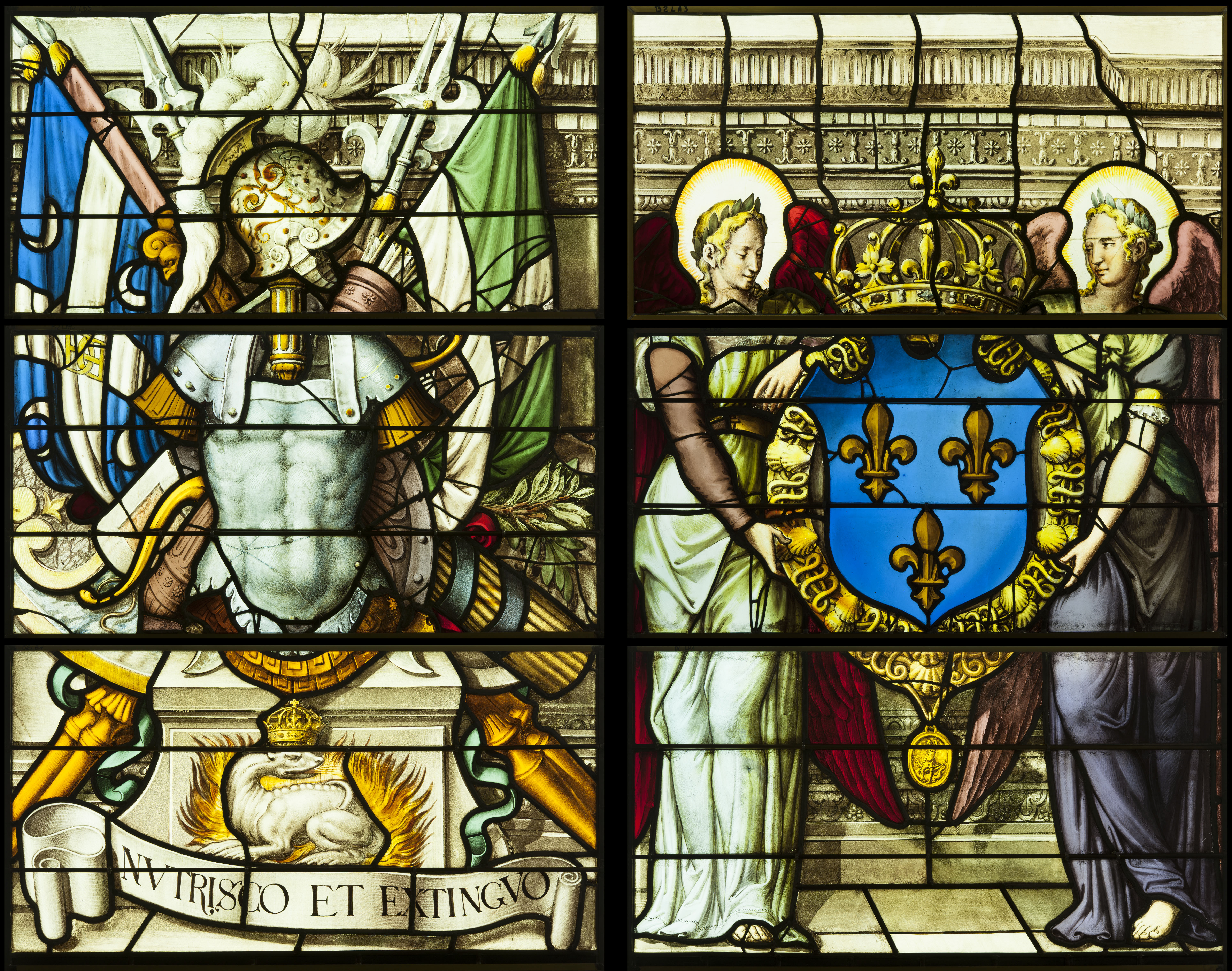
Trophée d'armes et deux anges présentant les armes de France.
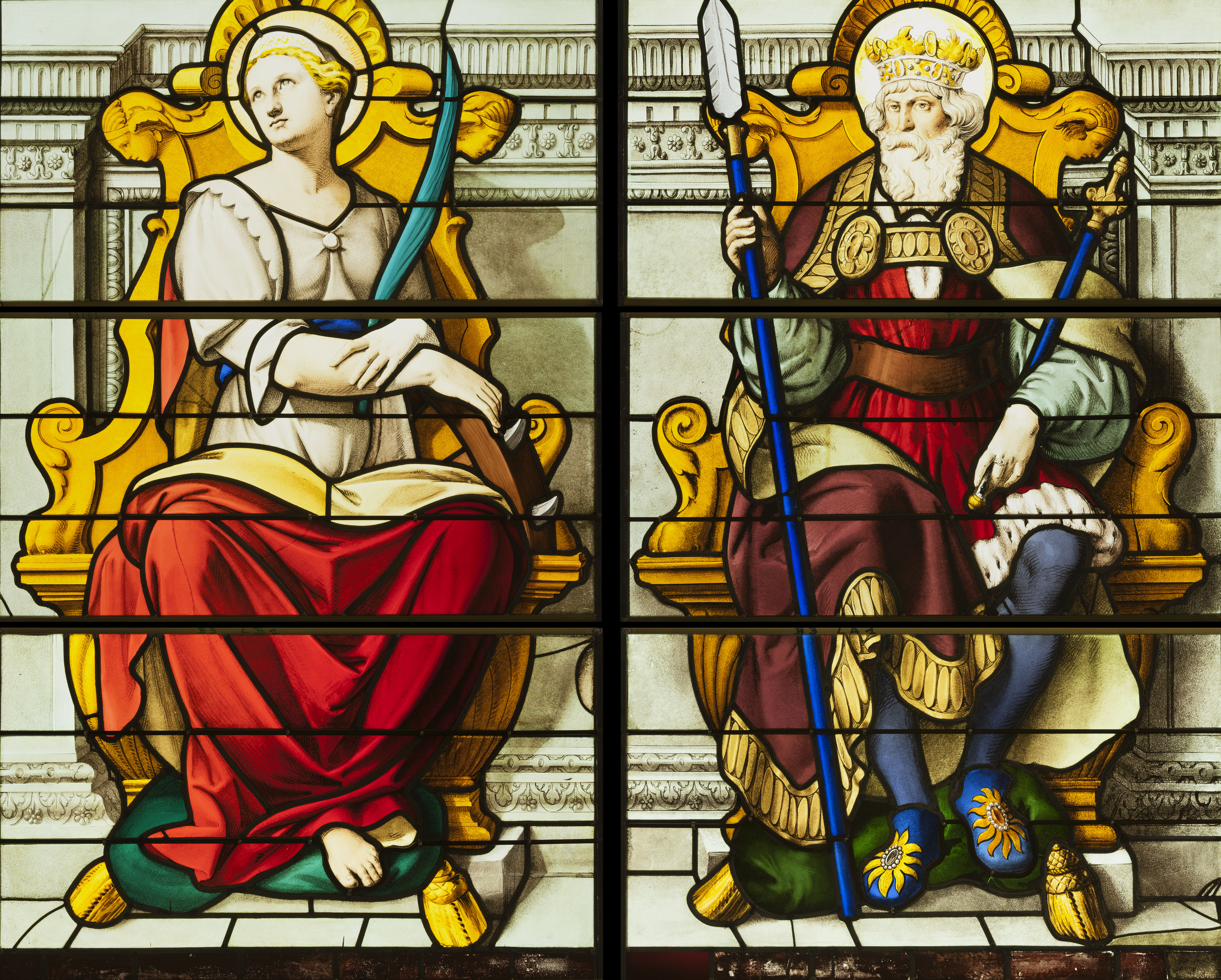
Sainte Catherine d'Alexandrie et un roi.
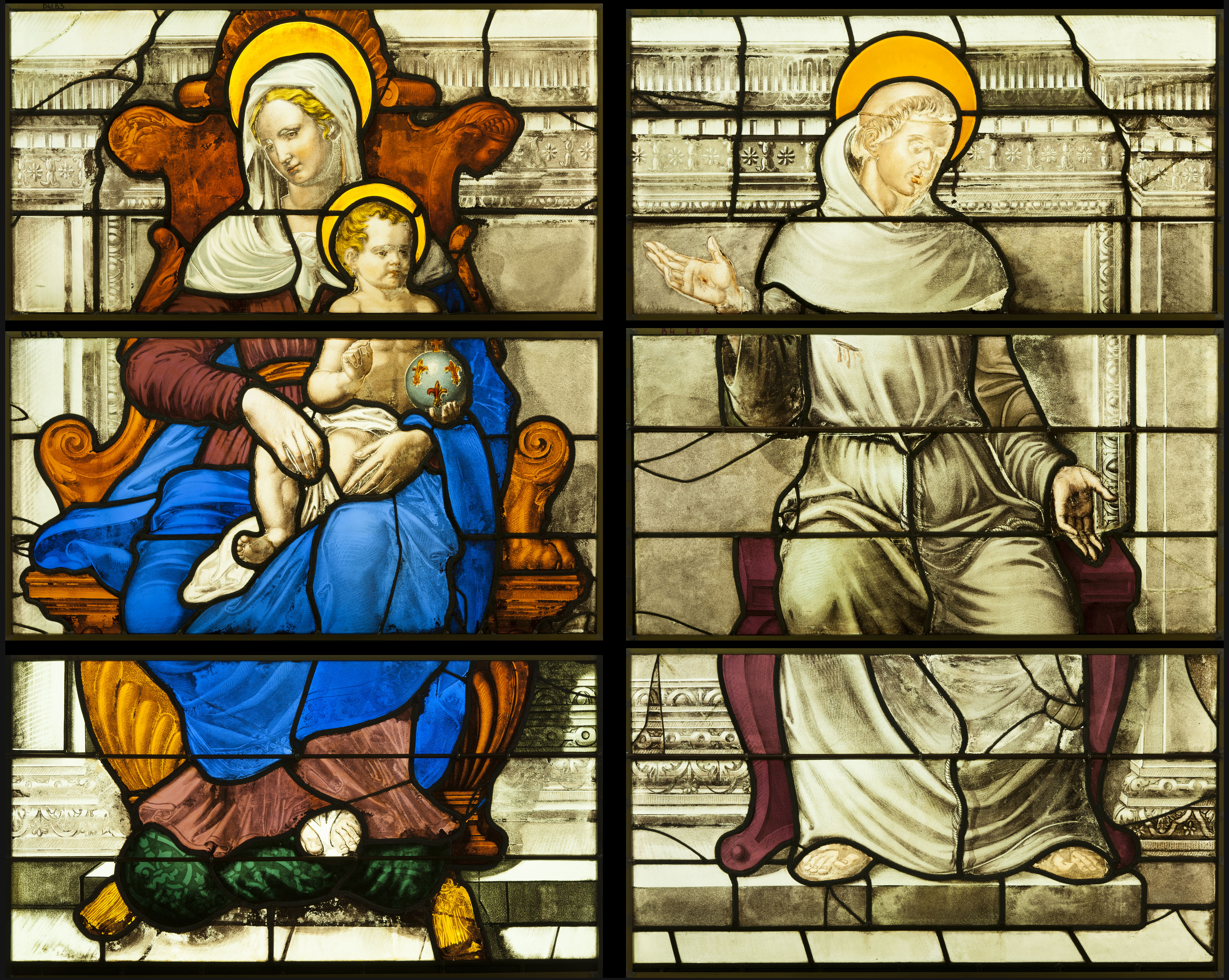
Vierge à l'Enfant et saint François d'Assise.

### Programme

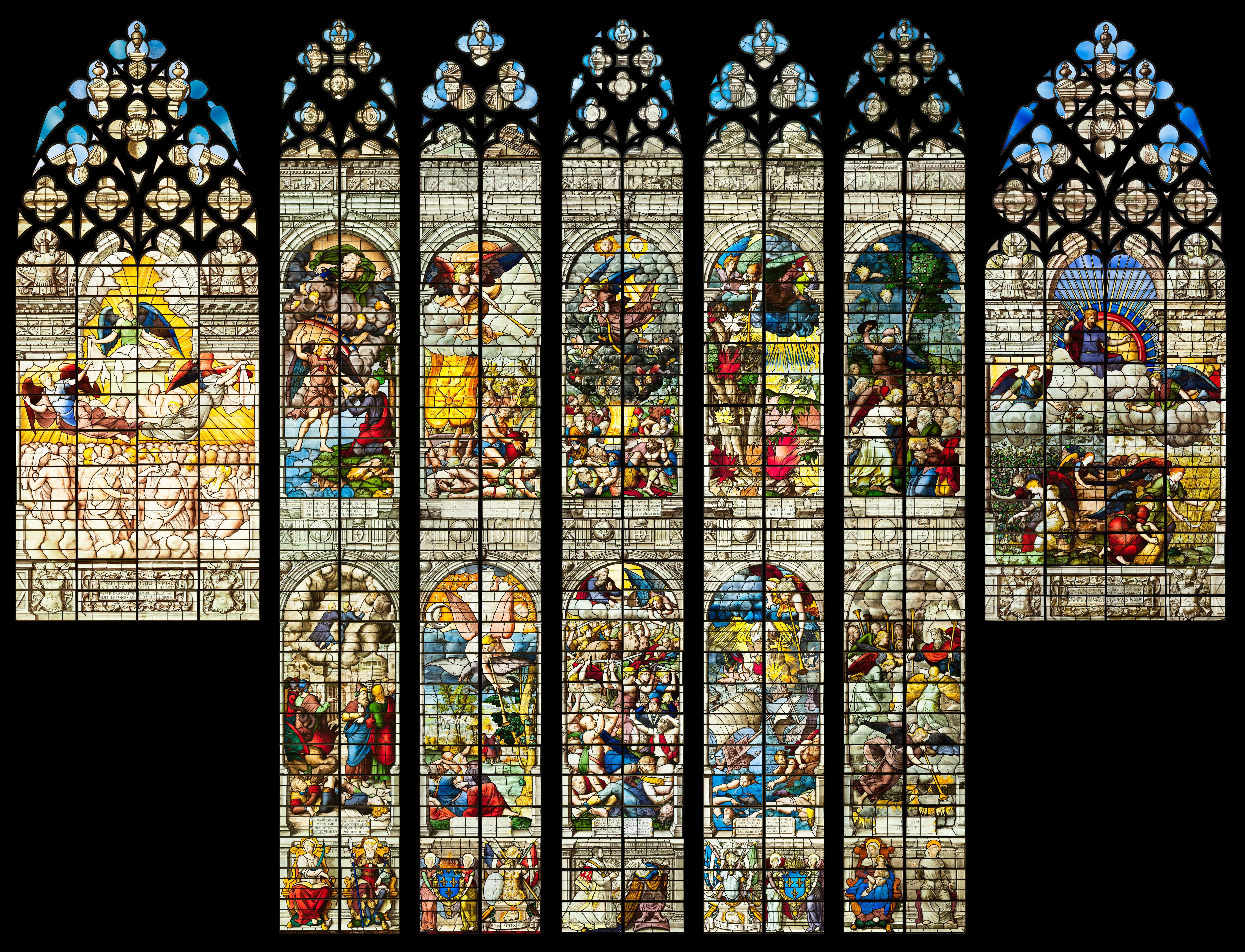
Vue d'ensemble des vitraux de l'abside et du choeur.

Les verrières de la nef ont été en grande partie perdues lors des destructions de l'époque révolutionnaire. Elles sont essentiellement connues par des dessins, notamment les relevés de Gaignières. Le décor y était avant tout emblématique. Dans le chœur, en revanche, le décor illustre l'Apocalypse selon Saint Jean. Les vitraux s'y caractérisent par une polychromie très marquée avec un usage virtuose des verres colorés, allant des roses pastel et du Jean-Cousin aux rouges et aux bleus les plus denses. Les nombreuses scènes de flammes, notamment, sont traitées avec une maîtrise exceptionnelle de cet art.
Le sujet se répartit sur cinq grandes verrières et deux petites verrières hautes, soit douze panneaux historiés : 
- verrière haute, à gauche du chœur : vision des trois anges ;
- première verrière, en haut : le petit livre ;
- première verrière, en bas : les deux témoins ;
- deuxième verrière, en haut : la troisième trompette (« Il chut du ciel une grande étoile... ») ;
- deuxième verrière, en bas : la quatrième trompette (« Le tiers du soleil, de la lune et des étoiles... ») ;
- troisième verrière, en haut : la cinquième trompette (« J'aperçus alors une étoile déchue du ciel... ») ;
- troisième verrière, en bas : la sixième trompette (« J'entendis alors une voix, issue des quatre coins de l'autel... ») ;
- quatrième verrière, en haut : la première trompette (« Une grêle de feu mêlé de sang se précipita sur le sol... ») ;
- quatrième verrière, en bas : la deuxième trompette (« Une sorte de grande montagne ardente se précipita dans la mer... ») ;
- cinquième verrière, en haut : les sept tonnerres ;
- cinquième verrière, en bas : la dernière trompette (« Le septième ange enfin sonna de la trompette... ») ;
- verrière haute, à droite du chœur : vision du fils de l'homme.

## Religieux célèbres
(liste non exhaustive)
- Guillaume Crétin (1460-1525), rhétoriqueur et aumônier du roi François Ier.
- Alexandre-Bernardin Jourdain de Saint Sauveur, Vicaire général du diocèse de Vannes, chantre et chanoine de la Sainte-Chapelle de Vincennes, abbé de l'abbaye Notre-Dame du Tronchet de 1786 à 1790.